# Juan Lacruz
Juan Lacruz (...) è un astronomo spagnolo.
Gestisce l'osservatorio privato di La Cañada ad Avila in Spagna.
| 95959 Covadonga         | 28 settembre 2003 |
| 117413 Ramonycajal      | 8 gennaio 2005    |
| 117435 Severochoa       | 14 gennaio 2005   |
| 157473 Emuno            | 23 agosto 2005    |
| 159164 La Cañada        | 3 maggio 2005     |
| 161545 Ferrando         | 10 dicembre 2004  |
| 171396 Miguel           | 24 agosto 2006    |
| 171433 Prothous         | 7 settembre 2007  |
| 173032 Mingus           | 25 agosto 2006    |
| 178256 Juanmi           | 3 novembre 2007   |
| 185576 Covichi          | 26 gennaio 2008   |
| 202750 Christophertonge | 9 agosto 2007     |
| 202819 Carlosánchez     | 26 settembre 2008 |
| 207341 Isabelmartin     | 3 maggio 2005     |
| 207547 Charito          | 2 giugno 2006     |
| 207883 Jeffreytonge     | 16 novembre 2007  |
| 228029 MANIAC           | 2 aprile 2008     |
| 229777 ENIAC            | 28 giugno 2008    |
| 241153 Omegagigia       | 8 settembre 2007  |
| 249160 Urriellu         | 25 gennaio 2008   |
| 256796 Almanzor         | 8 febbraio 2008   |
| 256797 Benbow           | 9 febbraio 2008   |
| 263613 Enol             | 3 aprile 2008     |
| 269300 Diego            | 26 settembre 2008 |
| 308798 Teo              | 26 agosto 2006    |
| 309706 Ávila            | 3 aprile 2008     |
| 321024 Gijon            | 28 giugno 2008    |
| 325366 Asturias         | 24 agosto 2008    |
| 336177 Churri           | 14 settembre 2008 |
| 336204 Sardinas         | 24 settembre 2008 |
| 342017 Ramonin          | 12 settembre 2008 |
| 342620 Beita            | 25 ottobre 2008   |
| 352760 Tesorero         | 24 ottobre 2008   |
| 364577 Cachopito        | 7 settembre 2007  |
| 366852 Ti               | 8 settembre 2005  |
| 418689 Gema             | 24 ottobre 2008   |
| 435186 Jovellanos       | 7 settembre 2007  |
| 455739 Isabelita        | 2 maggio 2005     |
| 484613 Cerebrito        | 26 settembre 2008 |
| 554239 Montseypedro     | 24 agosto 2006    |

Il Minor Planet Center gli accredita la scoperta di sessanta asteroidi, effettuate tra il 2003 e il 2009.